# Johanna Neumann
Johanna Neumann geborene Hiepe (* 29. September 1787 in/bei Mannheim; † 31. Mai 1863 in Elbing, Ostpreußen) war eine deutsche Schriftstellerin.
Gezwungen, nach dem Konkurs ihres Mannes, des Elbinger Kaufmanns Philipp Neumann, die Familie zu ernähren, veröffentlichte Neumann zahlreiche Romane und Jugendschriften. 1824 errichtete sie eine höhere Töchterschule.
Franz Brümmer urteilt in der Allgemeinen Deutschen Biographie: „Mit Vorliebe hat sie den historischen Roman gepflegt, und trotz der Hast, mit der sie ein Werk nach dem andern auf den Büchermarkt warf, muß man ihr doch zugestehen, daß bei vielen die Fabel nicht übel erfunden ist und die einzelnen Begebenheiten mit Geschick motivirt sind. Aber eben so viele sind trotz des Interesses, den der Stoff abnöthigt, poetisch und künstlerisch von geringem Werthe.“